# Peter Mussbach
Peter Mussbach (* 3. Juli 1949 in Schwabach, Mittelfranken) ist ein deutscher Regisseur.

## Leben
Peter Mussbach studierte Gesang, Klavier und Dirigieren am Meistersinger-Konservatorium in Nürnberg und München, ferner Germanistik, Theaterwissenschaften, Kunstgeschichte, Philosophie, Jura und Soziologie (Diplomarbeit »Über die Entstehung der Oper in Italien«) und Medizin. 1984 erfolgte seine Promotion mit dem Thema »Zum gegenwärtigen Stand der Creutzfeld-Jakob-Erkrankung«.
Als Arzt praktizierte er in München am Universitätsklinikum Großhadern der LMU Innere Medizin, im Universitätsklinikum für Psychiatrie der LMU dann auch Psychiatrie und Neurologie. In diesem Zusammenhang führte er Forschungsarbeiten zum Thema Eye Tracking Dysfunction (ETD) und Schizophrenie durch.
1973 begann seine Karriere als Opern- und Schauspielregisseur mit Cornelius’ »Der Barbier von Bagdad« in Augsburg; er inszenierte u. a. »Götterdämmerung« in Frankfurt, einen Schönberg-Zyklus in Hamburg, »Parsifal«, »Aus einem Totenhaus«, »Stephen Climax« und »Les Troyens« in Brüssel. 1993 führte er bei den Salzburger Festspielen bei Mozarts »Lucio Silla« Regie, es folgten »The Rake’s Progress«, »Lulu« (Koproduktion Salzburger Festspiele und Deutsche Staatsoper Berlin), »Doktor Faust« (Koproduktion Salzburger Festspiele und Metropolitan Opera New York) und Schostakowitschs »Lady Macbeth von Mzensk«. Für »Wozzeck«, »Lulu«, »Fidelio«, »Figaro«, »Don Giovanni« sowie verschiedene Uraufführungen wie Manfred Trojahns »Enrico«, »Was Ihr Wollt« und Wolfgang Rihms »Die Eroberung von Mexico« schuf er ebenfalls die Bühnenbilder. Am Staatstheater Stuttgart schuf er Inszenierung und Ausstattung zu »Séraphin«, »König Roger« und zuletzt Helmut Lachenmanns »Mädchen mit den Schwefelhölzern« im eigenen Bühnenbild. Als Filmregisseur war er 1993 mit »Kain ist Kain« nach Edgar Varèses »Amériques« und 1995 mit Fernsehadaptionen von »Wozzeck« und »Séraphin« tätig.
Von 1997 bis 2001 war Peter Mussbach Ordinarius für Regie und Schauspiel an der Universität Mozarteum in Salzburg und 2001/2002 Gastprofessor für Musiktheater-Regie in Hamburg.
Für Peter Ruzickas Oper »Celan« (Semperoper Dresden 2001) schrieb er das Libretto. Peter Mussbach inszenierte am Théâtre du Châtelet Strauss’ »Arabella« in einer Koproduktion mit dem Royal Opera House. Im Jahr 2003 war er verantwortlich für die Uraufführung von Dusapins »Perelà, uomo di fumo« an der Opéra Bastille in Paris. Beim Saito Kinen Festival Japan inszenierte er »Wozzeck« von Alban Berg im Bühnenbild von Tadao Ando, 2005 »Billy Budd« von Benjamin Britten an der Bayerischen Staatsoper, »Salome« von Richard Strauss im eigenen Bühnenbild an der Sächsischen Staatsoper Dresden, Giuseppe Verdis »Simon Boccanegra« an der Nederlandse Opera in Amsterdam, 2006 in Koproduktion mit der Staatsoper Unter den Linden, »Don Giovanni« an der Mailänder Scala und zuletzt 2010 Norma am Châtelet Paris und Neither von Feldmann im Teatro de Zarzuela, Madrid–Opera de Hoi, 2015 Bluthaus von Georg Friedrich Haas für die Wiener Festwochen.
Von 2002 bis Mai 2008 war Peter Mussbach Intendant und Künstlerischer Leiter der Staatsoper Unter den Linden Berlin. An der Lindenoper inszenierte er bereits Bergs »Lulu« im eigenen Bühnenbild (1997), Verdis »Macbeth« (2000) und Schrekers »Der ferne Klang« (2001). Dann Schostakowitschs »Nos« (2002), Verdis »La traviata« in Koproduktion mit dem Festival in Aix-en-Provence, Schönbergs »Moses und Aron« (2004), und die Uraufführungen »Takemitsu – My Way of Life« (2004) von Toru Takemitsu, »Chief Joseph« von Hans Zender, »The Wall« im Rahmen der Uraufführung »Seven Attempted Escapes from Silence« im Sommer 2005, 2006 Pascal Dusapins »Faustus, the Last Night« (eine Staatsopern-Koproduktion mit der Opéra Lyon) und die Konzertoper »Phaedra« von Hans Werner Henze, die 2007 in Koproduktion der Staatsoper mit dem Théâtre Royal de la Monnaie Bruxelles, den Wiener Festwochen, der Alten Oper Frankfurt und den Berliner Festspielen im Rahmen des musikfest berlin 07 an der Staatsoper Unter den Linden uraufgeführt wurde.

## Regie und Bühnenbild
- 1972 – Assistent von J.-P. Ponnelle am Nationaltheater München, Mozart, Titus
- 1973 – Cornelius, Barbier von Bagdad, Theater Augsburg
- 1975 – Wagner, Götterdämmerung, Frankfurt; Leitung Christoph von Dohnányi
- 1977 – Mozart, Figaro, Theater Ulm, Regie und Bühne
- 1977 – Beckett, Einakter, Theyter Ulm, Regie und Bühne
- 1979 – Massenet, Werther, Nürnberg
- 1980 – Goethe, Stella, Bremen
- 1981 – Mozartzyklus 1, Zauberflöte
- 1982 – Reich, Rede an den Kleinen Mann, Kammerspiele München
- 1983 – Mozartzyklus 2, Idomeneo
- 1983 – Schönberg, Überlebender aus Warschau, Glückliche Hand, Jakobsleiter, Staatsoper Hamburg; Leitung Christoph von Dohnanyi
- 1984 – Molière, Der eingebildete Kranke, Schauspiel Düsseldorf
- 1986 – Mozartzyklus 3, Entführung, Kassel
- 1986 – Laporte, Das Schloß, UA La Monnaie, Brüssel
- 1988 – Sophokles, Antigone, Schauspielhaus Bochum
- 1988 – Fernsehaufzeichnung ZDF „Die aktuelle Inszenierung“
- 1988 – Rossini, Barbier von Sevilla, Oper Frankfurt
- 1989 – Wagner, Parsifal, La Monnaie, Brüssel
- 1989 – Holliger/Beckett, Come and Go, What Where und Not I, Uraufführung (UA) Frankfurt, Regie und Bühne
- 1989 – Strauss, Ariadne auf Naxos, Frankfurt, Regie und Bühne
- 1990 – Janáček, Totenhaus, La Monnaie, Brüssel
- 1990 – Zender, Stephen Climax, La Monnaie, Brüssel
- 1991 – Trojahn, Enrico, UA, Schwetzinger Festspiele, Opernfestspiele München, Regie und Bühne
- 1991 – Mozart, Idomeneo, Amsterdam
- 1992 – Rihm, Die Eroberung von Mexico, UA, Staatsoper Hamburg, Regie und Bühne
- 1992 – Berlioz, Trojaner, La Monnaie, Brüssel
- 1993 – Mozart, Lucio Silla, Salzburger Festspiele
- 1993 – Ameriques, Film von Peter Mussbach (Drehbuch und Regie) nach einer Komposition von Edgar Varèse, ZDF und TV 2000
- 1993 – Berg, Wozzeck, Oper Frankfurt, Regie und Bühne
- 1994 – Janáček, Aus einem Totenhaus, Oper Frankfurt
- 1994 – Strawinsky, The Rake’s Progress, Salzburger Festspiele; Bühne Jörg Immendorff
- 1994 – Mozart, Don Giovanni, Oper Frankfurt, Regie und Bühne
- 1995 – Berg, Lulu, Salzburger Festspiele, Regie und Bühne
- 1995 – Berg, Wozzeck, Oper Frankfurt, Fernsehadaption für ZDF und RMArts
- 1996 – Gluck, Armide, Staatsoper Hamburg, Regie und Bühne
- 1996 – Mozart, Nozze di Figaro, Oper Frankfurt, Regie und Bühne
- 1996 – Lehár, Die Lustige Witwe, Oper Frankfurt
- 1997 – Szymanowski, König Roger, Oper Stuttgart, Regie und Bühne
- 1997 – Rihm, Séraphin, Uraufführung Oper Stuttgart, Regie und Bühne, TV
- 1998 – Ibsen, Frau vom Meer, Thalia Theater, Hamburg
- 1999 – Sotelo, Una Maschera di Cenere, Madrid, Libretto, Regie und Bühne
- 1999 – Busoni, Doktor Faustus, Salzburger Festspiele
- 1999 – Beethoven, Fidelio, Staatsoper München, Regie und Bühne
- 1999 – Berg, Wozzeck, Oper Zürich
- 2000 – Verdi, Macbeth, Staatsoper Berlin
- 2000 – Trojahn, Was Ihr Wollt, UA, Staatsoper München, Regie und Bühne
- 2001 – Lachenmann, Mädchen mit den Schwefelhölzern, Regie und Bühne, Stuttgart und Opéra Bastille, Paris
- 2001 – Schostakowitsch, Lady von Mensk, Salzburger Festspiele; St. Petersburg
- 2001 – Schreker, Der ferne Klang, Staatsoper Berlin
- 2002 – Busoni, Faustus, Metropolitan Opera, New York
- 2002 – Strauss, Arabella, Théâtre du Châtelet, Paris
- 2002 – Berg, Wozzeck, Oper Zürich
- 2002 – Schostakowitsch,Die Nase, Staatsoper Berlin
- 2003 – Verdi, La traviata, Aix en Provence
- 2003 – Dusapin, Perela, Uraufführung Opéra Bastille, Paris
- 2004 – Schönberg, Moses und Aron, Staatsoper Berlin, Regie und Bühne
- 2004 – Berg, Wozzeck, Saitokinen Festival, Japan; Bühne Tadao Ando
- 2004 – Zender, Chief Joseph, Staatsoper Berlin
- 2005 – Britten, Billy Budd, Staatsoper München
- 2005 – Strauss, Salome, Dresden, Regie und Bühne, TV
- 2005 – Takemitsu, My Way of Live, Coproduktion Théâtre du Châtelet und Staatsoper Berlin, Script und Regie
- 2005 – Lehár, Die Lustige Witwe, Staatsoper Berlin
- 2006 – Verdi, Simone Boccanegra, Amsterdam
- 2006 – Dusapin, Faustus Last Night, UA, Staatsoper Berlin, Oper Lyon
- 2006 – Mozart, Don Giovanni, Regie und Bühne, Mailänder Scala, Mailand
- 2007 – Henze, Phädra, UA, Berlin-Brüssel-Wien
- 2010 – Bellini, Norma, Regie und Bühne, Théâtre du Châtelet, Paris
- 2010 – Feldman, Neither, Teatro de la Zarzuela, Madrid
- 2014 – Haas, Bluthaus, Regie und Bühne, Wiener Festwochen